# Rejon Panfiłow
Rejon Panfiłow (kirg. Панфилов району; ros. Панфиловский район) – rejon w Kirgistanie w obwodzie czujskim. W 2009 roku liczył 41 754 mieszkańców (z czego 68,8% stanowili Kirgizi, 17,8% – Rosjanie, 2,7% – Kazachowie, 2,1% – Ukraińcy) i obejmował 10 199 gospodarstw domowych. Siedzibą administracyjną rejonu jest Kajyngdy.